# Eberhard Wolf (Bildhauer, 1938)

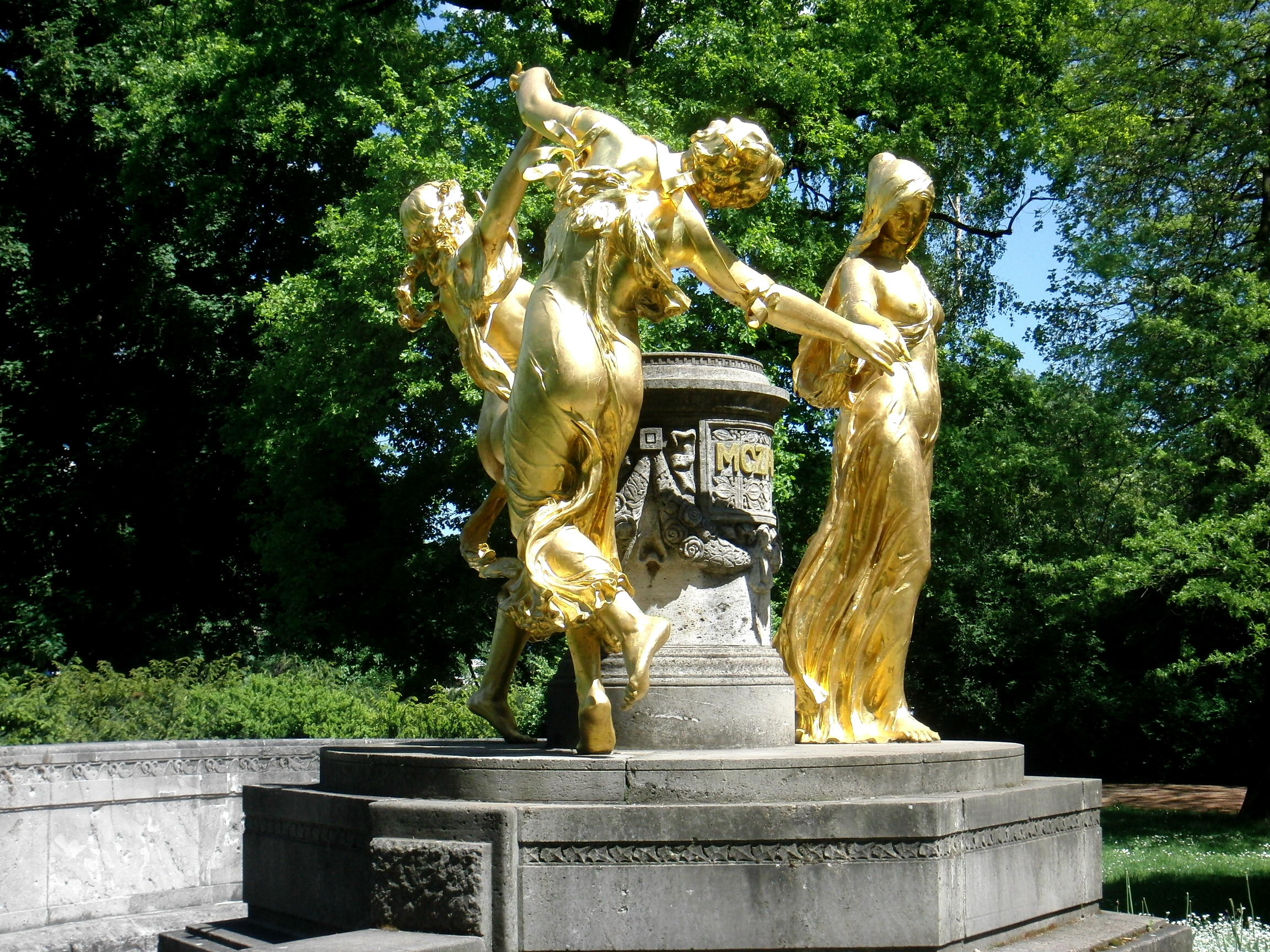
Rekonstruktion des Mozartbrunnens in Dresden, unter aktiver Beteiligung von Eberhard Wolf

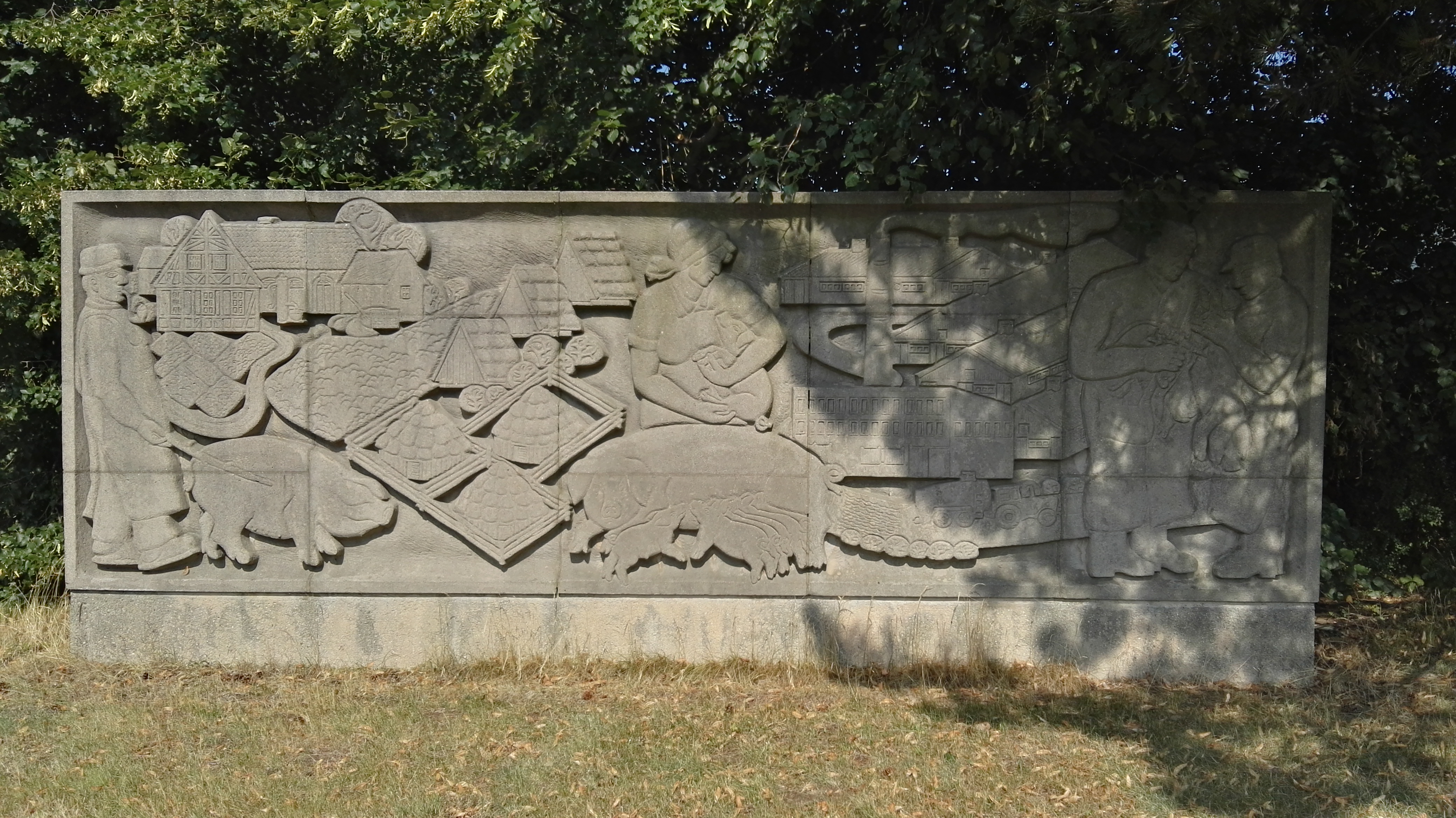
Reliefwand Schweinezucht

Eberhard Wolf (* 1. November 1938 in Dresden; † 21. März 2023 in Radebeul) war ein deutscher akademischer Zeichner und Bildhauer.

## Leben
Eberhard Wolf verbrachte seine Kindheit in Obercarsdorf bei Dippoldiswalde. Nach seiner Schulzeit absolvierte er von 1953 bis 1956 eine Lehre zum Dekorationsmaler. An der Volkshochschule Dippoldiswalde bildete er sich im Fach Zeichnen unter Curt Querner weiter, zusätzliche Studien folgten bei der Dresdner Grafikerin und Bildhauerin Etha Richter und an der Arbeiter-und-Bauern-Fakultät der Hochschule für Bildende Künste Dresden. 1961/62 war er Praktikant im VEB Sächsische Sandsteinindustrie Dresden. Von 1962 bis 1967 folgte ein Studium an der Hochschule für Bildende Künste Dresden bei Walter Arnold, das er mit dem Diplom abschloss. Wolf war bis 1990 Mitglied des Verbands  Bildender Künstler der DDR und dann des Künstlerbunds Dresden.
1972 und 1974 war er auf den Bezirkskunstausstellungen Dresden und 1977/1978 auf der VII. Kunstausstellung der DDR in Dresden vertreten. Seit 1975 arbeitet Wolf in der Ständigen Kommission in der Abteilung Denkmalpflege Dresden-Nord sowie ab Anfang 1991 in der Fachgruppe Denkmalpflege im Landesverein Sächsischer Heimatschutz mit. Nach schwerer Krankheit verstarb er in einem Pflegeheim in Radebeul.

## Werke (Auswahl)
- 1973: Löwenfigur vom ehemaligen Pionierdenkmal an der Brühlschen Terrasse, neues Modell aufgestellt in Dresden-Friedrichstadt, Friedrichstr. 38.
- 1977: Brunnen Stählerne Blume und Plastik Mutter mit Kind im Betriebskindergarten an der Riesaer Straße in Dresden
- 1977/2005: Brunnen Wasserlandschaften für das Seniorenheim „Olga Körner“ in Dresden
- 1979: Reliefwand Schweinezucht im Schweinezuchtbetrieb Dresden-Wilschdorf
- 1981: zwei dekorative Wandgestaltungen in der ehemaligen Betriebsgaststätte Robotron in Dresden
- 1987/2002: Landwirtschaftsbrunnen in Dresden-Zöllmen (Bäuerin mit Kühen)
- 1988–1991: Rekonstruktion des Mozartbrunnens in Dresden auf der Bürgerwiese (1907 von Hermann Hosaeus geschaffen)
- 1990–1993: aktive Mitarbeit an der Rekonstruktion des Nordwesttreppenhausturmes im Großen Schlosshof Dresden, Wiederherstellung des linken Renaissance-Pilasters aus dem Jahr 1546
- 1991: Findlingsbrunnen in Dresden-Gruna[3]
- 1992: Fassadenplastiken am Marcolinischen Vorwerk an der Bautzner Straße Nr. 96 in Dresden[4]
- 1993–1997: zwei überlebensgroße Kriegerköpfe nach Vorlage an der Fassade des Dresdner Residenzschlosses
- 1997: Restaurierung Ludwig-Richter-Relief (Entwurf Robert Henze 1884) am Ludwig-Richter-Haus in Loschwitz[5]
- 1995–2011: Wiederherstellung des Sendig-Brunnens in Bad Schandau

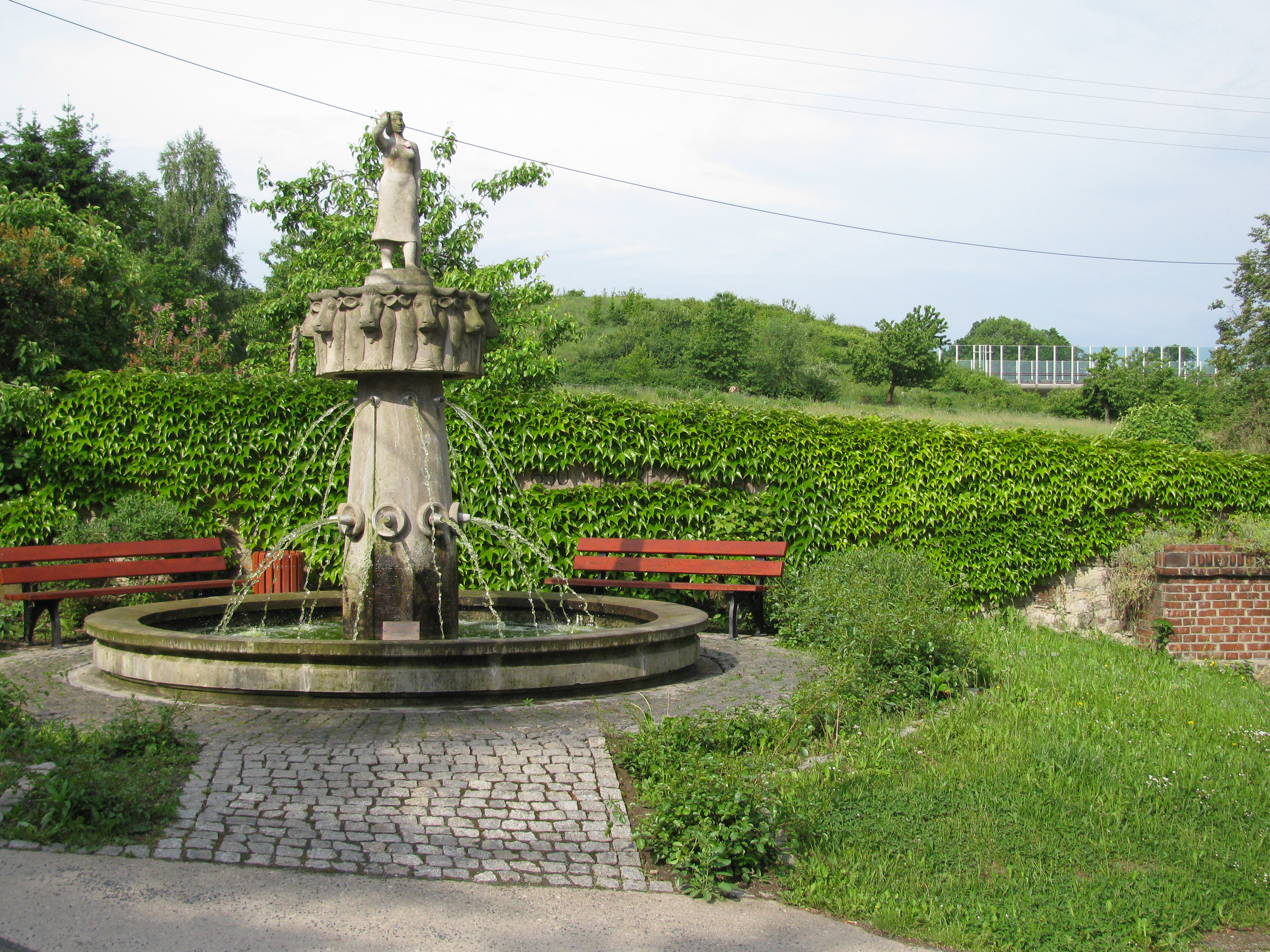
Landwirtschaftsbrunnen, Dresden-Zöllmen
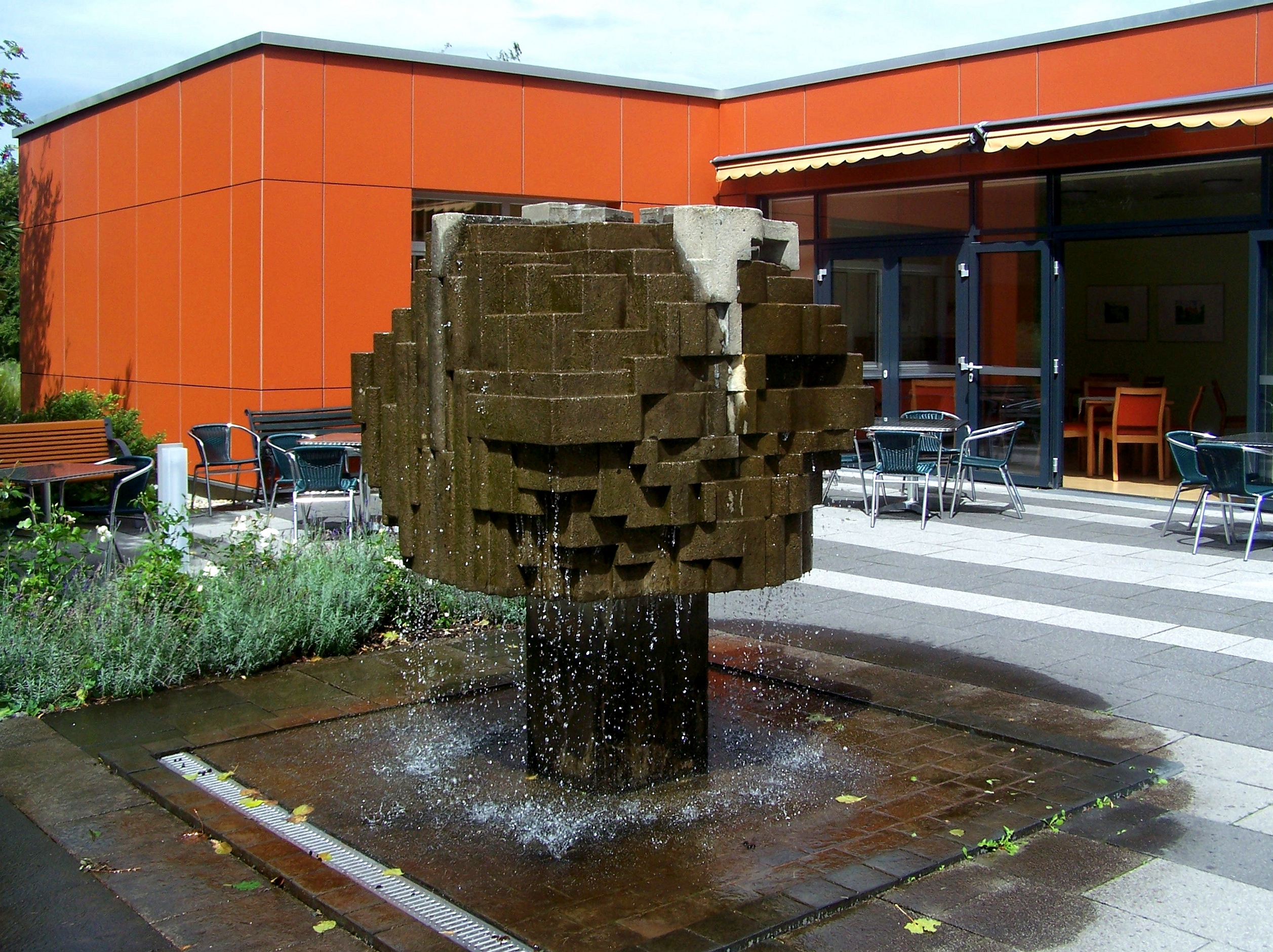
Wasserlandschaften, Seniorenheim Dresden-Zschertnitz
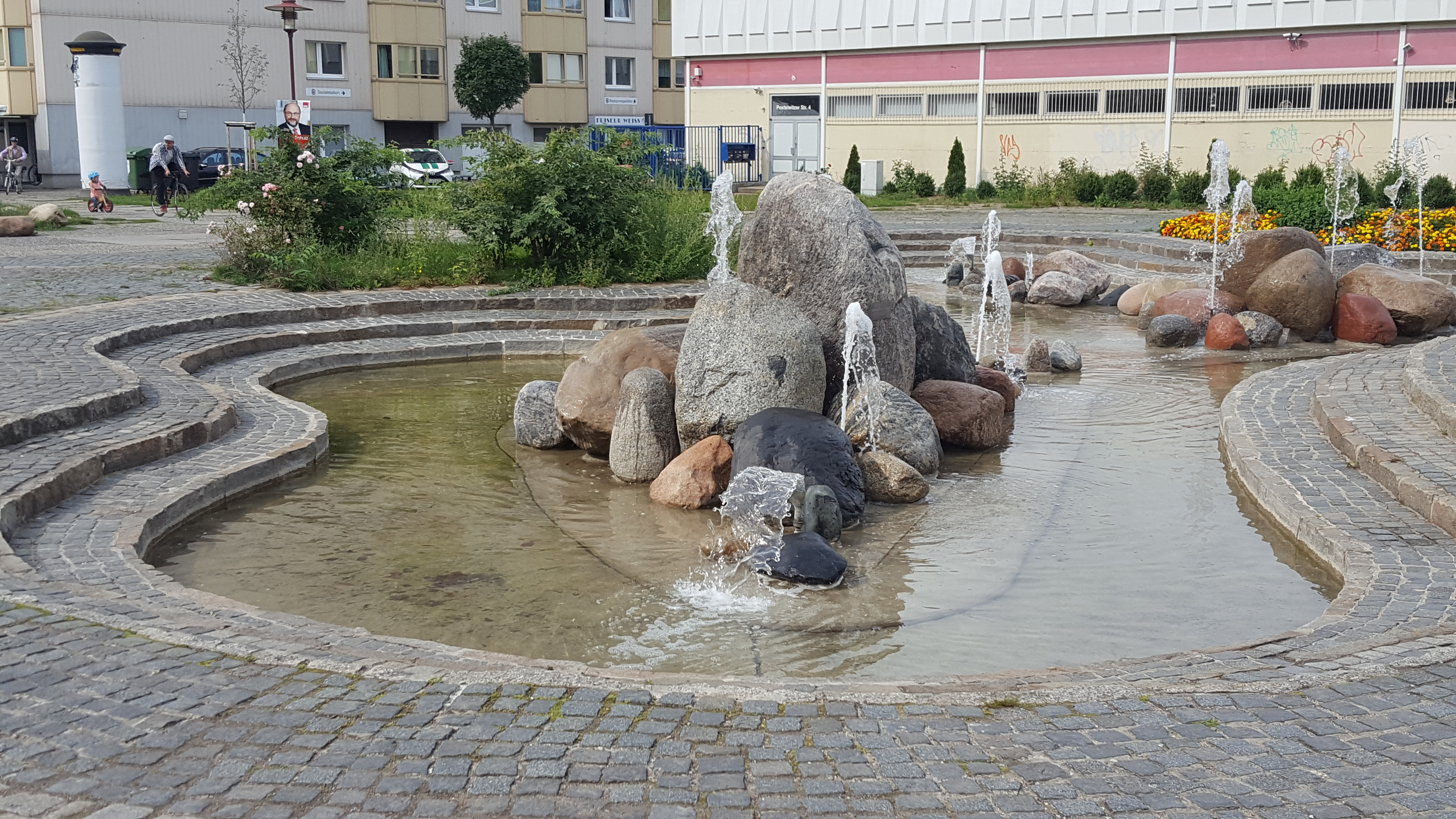
Findlingsbrunnen, Dresden-Gruna
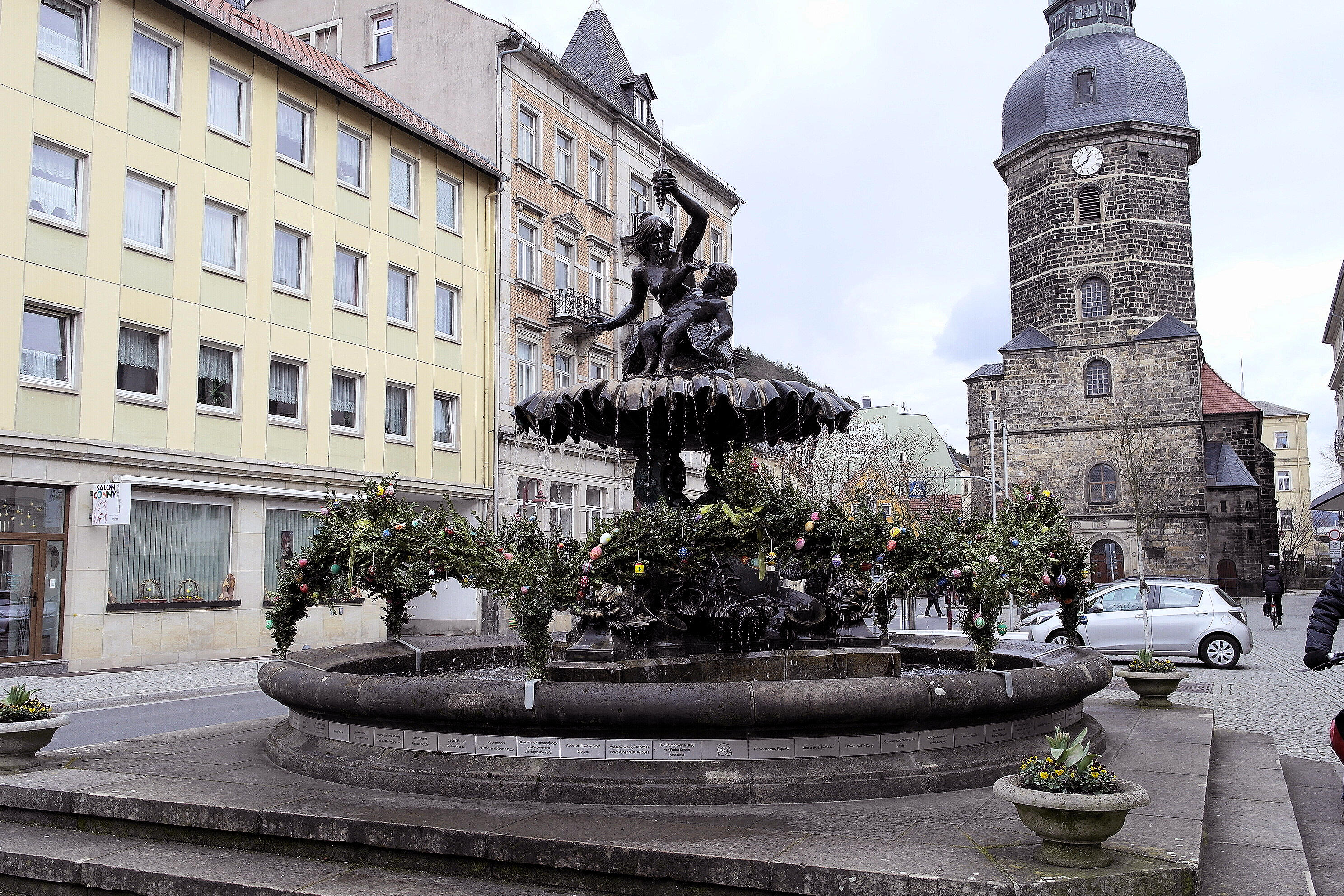
Sendig-Brunnen mit Osterschmuck, Bad Schandau